# Campionats del món de ciclocròs de 1953
Els Campionats del món de ciclocròs de 1953 foren la quarta edició dels mundials de la modalitat de ciclocròs i es disputaren el 8 de març de 1953 a Oñati, País Basc. La competició consistí en una única cursa masculina.

## Resultats
| Prova                | Or                      | Or         | Plata                   | Plata | Bronze                   | Bronze   |
| Cursa elit masculina | Roger Rondeaux · França | 1h 00′ 22″ | Gilbert Bauvin · França | + 54″ | André Dufraisse · França | + 2′ 00″ |

## Classificació de la prova masculina elit
| Pos. | Ciclista            | País      | Temps      |
| ---- | ------------------- | --------- | ---------- |
|      | Roger Rondeaux      | França    | 1h 00′ 22″ |
|      | Gilbert Bauvin      | França    | + 0′ 54″   |
|      | André Dufraisse     | França    | + 2′ 00″   |
| 4    | Hans Bieri          | Suïssa    | + 2' 45"   |
| 5    | Joaquim Filba       | Espanya   | + 2' 55"   |
| 6    | Pierre Jodet        | França    | + 3' 02"   |
| 7    | Julián Aguirrezabal | Espanya   | + 3' 08"   |
| 8    | Alex Close          | Bèlgica   | + 3' 35"   |
| 9    | Johny Goedert       | Luxemburg | + 4' 05"   |
| 10   | Roger De Clercq     | Bèlgica   | + 4' 45"   |

## Medaller
| Posició | País   | Or | Plata | Bronze | Total |
| 1       | França | 1  | 1     | 1      | 3     |